# Ernst Storch
Ernst Storch (ur. 18 września 1866 w Kłajpedzie, zm. 24 lutego 1916) – niemiecki lekarz psychiatra, docent prywatny na Uniwersytecie we Wrocławiu.
Był synem pochodzącego z Bolkowa nauczyciela gimnazjalnego, Heinricha Storcha (1825–1883). Świadectwo dojrzałości otrzymał w gimnazjum w Dzierżoniowie (1884) i Świdnicy (1885), następnie studiował medycynę na Uniwersytecie Wrocławskim. Egzaminy lekarskie zdał w 1891 roku. Przez kolejne 2,5 roku praktykował w Domanicach, przez trzy lata pracował jako asystent w instytucie patologicznym we Wrocławiu, i w końcu od kwietnia 1898 jako asystent w klinice psychiatrycznej we Wrocławiu u Carla Wernickego. Tytuł doktora medycyny otrzymał w 1899 roku po przedstawieniu dysertacji Über 2 Fälle von Lungenarterienaneurysma. Habilitował się w 1901 roku na podstawie pracy Psychologische Untersuchungen über die Funktionen der Hirnrinde, zugleich eine Vorstudie zur Lehre von der Aphasie. Prace Storcha o afazji istotnie wpłynęły na poglądy Kurta Goldsteina.

## Prace
- Beitrag zur Syphilis der Lunge. Cassel: Th. G. Fisher, 1896
- Ueber den anatomischen Befund bei einem für Deutschland endogenen Fall von Lepra tuberosa. Zugleich ein Beitrag zur Frage nach den Beziehungen zwischen Aussatz und Tuberculose. Archiv für pathologische Anatomie und Physiologie und für klinische Medicin 148 (2), ss. 389-423, 1897
- Über 2 Fälle von Lungenarterienaneurysma. Breslau: Bresl. Genossenschafts-Buchdr., 1899
- Ueber die pathologisch-anatomischen Vorgänge am Stützgerüst des Centralnervensystems, 1899
- Kritische Bemerkungen zur Neuronlehre[2], 1900
- Psychologische Untersuchungen über die Funktionen der Hirnrinde, zugleich eine Vorstudie zur Lehre von der Aphasie. Breslau, 1901
- Muskelfunction und Bewusstsein. Eine Studie zum Mechanismus der Wahrnehmungen. W: Grenzfragen des Nerven- und Seelenleben. Wiesbaden, 1901 ss. 44–86
- Das räumliche Sehen. Zeitschrift für Psychologie und Physiologie der Sinnesorgane 29, 1902
- Der aphasische Symptomencomplex. Monatsschrift für Psychiatrie und Neurologie 13, 1903
- Versuch einer psychophysiologischen Darstellung des Bewusstseins: zugleich ein Beitrag zur Lehre von der Function des Grosshirnrinde[3]. 1902
- Der mikroskopische Gehirnbefund bei dem Fall Gorstelle[4], 1902
- Zwei Fälle von reiner Alexie[5], 1903
- Der Wille und das räumliche Moment in Wahrnehmung und Vorstellung[6], 1903
- Über Ideenflucht. Kritische Betrachtungen zu der H. Liepmannschen Arbeit „Über Ideenflucht, Begriffsbestimmung und psychologische Analyse”[7], 1905